# Modoin
Modoin, en latin Modoinus (vers 770 - 840/843), est un homme d'Église et poète contemporain de Charlemagne et de Louis le Pieux, figure de la Renaissance carolingienne. Ami de Théodulf d'Orléans, il participe au petit cercle de lettrés de la cour carolingienne, la fameuse « Académie palatine » dont parle Alcuin, où il porte le surnom de Naso, avec lequel il signe ses poèmes et élégies profanes, en référence au cognomen d'Ovide (Publius Ovidius Naso). Le lieu et la date de sa naissance ne sont pas connus, mais il a reçu son éducation dans le sud de la France, à Lyon.
C’est Louis le Pieux qui, en 815, l’appointe évêque d’Autun, il conserve le titre toute sa vie. Il restera fidèle à ce dernier probablement jusqu’à sa mort, en 840 ou en 843.

## Fonctions ecclésiastiques et relations
Modoin est connu d’abord comme sujet fidèle de Charlemagne, puis comme un sujet loyal autant de Louis le Pieux que de son successeur Charles II le Chauve. Quand la conclusion d'un conflit entre Charles et son frère Pépin I vaudra à Pépin la perte du royaume d’Aquitaine, par sanction de Louis le Pieux, la région sera durant une courte période, de 832 à 834, confiée à Charles. Ce dernier divisera l'Aquitaine en trois, soit Limoges, Clermont et Angoulême, et Modoin aura certaines charges ecclésiastiques dans la région de Clermont.
En 835, Louis le Pieux reviendra au pouvoir après la rébellion de ses fils Pépin I et Louis II. Il châtiera ceux qui l’avaient opposé lors du conflit, dont Agobard, l’archevêque de Lyon, pour son soutien à Lothaire, un autre fils de Louis le Pieux qui prit part à la rébellion. L’homme d’Église sera déposé de ses fonctions et exilé, et Modoin se verra alors confier certaines charges archiépiscopales concernant la région. C’est lors de cet exercice qu’il recevra certaines critiques de Florus de Lyon, disciple d'Agobard. Ce dernier l’accuse notamment d’être strict plus que nécessaire avec le clergé lyonnais.
Bien qu’il soit un homme d’Église, il figure aussi à la cour de Charlemagne en tant que poète, aux côtés d’auteurs tels Angilbert, Alcuin, Théodulf ou encore Éginhard. On voit qu’il était estimé par ses contemporains, car certains des plus connus le citent, tel Alcuin dans En tuus Albinus. Comme il était coutume à la cour, Modoin avait assumé un pseudonyme, celui de Naso, qui fut plus notoirement le cognomen d'Ovide. Cette révérence pour Ovide et d’autres auteurs majeurs de l’Antiquité, tels Virgile ou Calpurnius peut être facilement entrevue à travers son Liber Eclogarum qui est fortement influencé par les écrits des anciens. Les auteurs de la cour de Charlemagne utilisaient parfois ces surnoms dans leurs poèmes pour adresser un autre de leur contemporain dans leurs poèmes.
Modoin semble avoir été vu en haute estime par grand nombre de ses contemporains, il jouissait d’une grande influence auprès de l’empereur Louis le Pieux, qui le voyait comme un serviteur dévoué et fidèle, surtout parce qu’il ne prendra jamais camp contre lui, comme l’ont fait d’autres évêques.
Walafrid Strabon le compare « au matelot qui observe les écueils et les signale au pilote ; c’est lui qui, dans l’Empire, joue le rôle de vigie, de proreta, au milieu des tempêtes qui menacent de tout briser.»
Et lorsqu'Ebbon, l’évêque de Reims, est accusé d’avoir pris le parti de Lothaire lors de la révolte de ce dernier, il choisira Modoin comme l’un des trois juges de son procès.
Même Florus de Lyon, qui fut pourtant un critique acerbe de Modoin, aura des compliments à lui attribuer.
C'est aussi avec lui que Théodulf choisira de correspondre lorsqu'il sera emprisonné, espérant que son ami puisse plaider en sa faveur auprès de l'empereur.

## Ses écrits
Même s’il semble jouer un rôle important au niveau de la littérature de la cour carolingienne, il est difficile d’évaluer l’ampleur et l’importance de la production littéraire de Modoin, car seules deux œuvres lui survivent.
D'une part, un poème s’adressant à son ami Théodulf d'Orléans. Théodulf était un membre important de la cour de Charlemagne, qui le nomma évêque d’Orléans en 797, il le demeure jusqu’en 818, quand Louis le Pieux l’accusera (à tort selon beaucoup) de trahison. Il sera déposé de toutes ses fonctions et emprisonné. Le poème qu’écrit Modoin à son ami montre que l’auteur est lui aussi convaincu de l’innocence de son ami, mais il l’urge quand même de se soumettre à la merci de César (Théodulf refuse un compromis qui lui aurait redonné sa liberté), l’évêque déchu meurt emprisonné en 820.
Dans sa réponse à son ami, Modoin se montre compatissant, et accepte le fait que son mentor et compagnon ait été injustement emprisonné, mais il fait aussi état du fait que Théodulf ait amené à lui sa propre perte. Le comparant à Ovide, il lui explique que son tort a en fait été d’être un poète grandiose et d’avoir composé des vers trop brillants, qui auraient amené sur lui le courroux de son empereur.
Ce poème aura une certaine importante pour notre compréhension du drame qui accable Théodulf dans la période finale de sa vie, car en étudiant ce texte, l’historien Peter Godman renforce l’idée que ce sont bel et bien les ennemis de Théodulf qui ont causé sa chute, se référant surtout à Matfrid, comte d’Orléans et conseiller de l’empereur, qui bénéficie immédiatement de l’emprisonnement de celui qui était évêque d’Orléans.
Son autre œuvre est tout aussi importante, sinon plus. Connue sous le nom d’Eclogae, La date de composition n’est pas connue avec exactitude, mais l’œuvre est une conséquence directe du sacre de Charlemagne en tant qu’empereur, et devrait avoir été composée entre 804 et 814, car l’empereur était encore vivant lorsque l’ouvrage fut finalisé. « Deux poèmes hexamétriques, d’à peu près même dimension (95 et 120 vers) constituent le corps de l’œuvre; on peut les appeler Églogues, mais le poète ne les distingue que par les mentions liber prior et liber posterior ; ils sont placés entre un prologue et un épilogue de respectivement huit et cinq distiques». L’œuvre est modeste en elle-même, mais elle s’adresse à l’Empereur Charlemagne et a pour but de le glorifier ainsi que de lui attribuer les mérites qui lui sont dus pour avoir réalisé un « renouveau du monde.»
Une des phrases les plus importantes de son poème est « Aurea Roma iterum renovata renascitur orbi». Cette phrase sera par la suite utilisée à maintes reprises pour faire les louanges de la renovatio carolingienne et maintient l'idée que grâce à Charlemagne, l'empire romain est né à nouveau.
Une autre œuvre avait préalablement été attribuée à Modoin : Karolus et Léo Papa, dont on ne peut identifier l’auteur avec certitude. Si l’œuvre est plus généralement attribuée à Eginhard, Modoin est parfois aussi considéré comme le potentiel auteur.
Il est parfois cité par d’autres poètes importants de son temps, comme par exemple Alcuin.
Il sera aussi une inspiration sur les poètes de générations futures, tel Ermold le Noir. Ermold, dans son Epistola, fait allusion à certains moments à ce que Modoin avait écrit à Théodulf, mais le travail d’Ermold s’inspire aussi grandement d’autres auteurs carolingiens aujourd’hui plus connus que Modoin, tel Alcuin.

## Critique de Florus
Florus de Lyon était un diacre du IXe siècle et donc un contemporain de Modoin, qui n’a guère d’appréciation pour ce dernier. Cette animosité s’explique par le comportement de Modoin quand celui-ci se verra attribué certaines charges épiscopales dans la région de Lyon après l’exil de l’évêque de Lyon, Agobard, dont Florus fut le disciple. En tant que premier suffragant de la région, c’est Modoin qui se charge d’administrer le diocèse de 835 à 837, probablement sous le titre de « missus dominicus ». 
Ce dont Florus l’accuse, c’est d’avoir été plus dévoué aux tribunaux séculiers qu’aux tribunaux ecclésiastiques. C'est par la composition d'un commentaire qu'il fera connaitre ses accusations envers Modoin. « Le grief principal de Florus contre Modoin, c’est que Modoin attire les clercs devant les tribunaux séculiers, tandis que les clercs ont pour tous les cas des juges naturels, qu’il s’agisse de procès civils ou de procès criminels. Ces juges sont les juges d’Église. […] Il empiète donc sur les droits de l’Église en attribuant compétence aux tribunaux laïques ». Il estime que cela va à l’encontre des décrets des empereurs romains, qui permettaient aux hommes d’Église d’être jugés par leurs pairs, et ce sans exception. D'ailleurs, il dira que Modoin « [a] moins de déférence pour [l’Église] que n’en avait [l’empereur] Constantin, à peine sorti du paganisme». Il ne manque pas de personnifier la commune de Lyon dans son texte, la désigne comme étant une mère commune à tous deux, car c’est là qu’ils furent éduqués, et il interroge Modoin sur ce qui motive un tel comportement, de la plume de Florus, mais parlant pour l’Église de Lyon, il lui demande « Oh ! Mon fils Mod[o]in, […] toi qui es mon enfant, toi que j’ai réchauffé dans mon sein, pourquoi viens-tu trouver le repos dans lequel, depuis si longtemps, vivent mes autres enfants? Pourquoi les obliges-tu à sortir de leurs tranquilles demeures? […] Pourquoi veux-tu effacer les vieilles limites de mon domaine et permettre à tous d’y entrer librement? Arrête-toi! […] tu ne parviendras pas à me dépouiller de mon privilège, appuyée que je suis sur le bras de Dieu. J’ai pour moi l’Évangile, les apôtres, les canons ; j’ai même pour moi les constitutions de Constantin».
Malgré tout cela, dans une autre composition, Florus fait état du considérable apport de Modoin.

## Œuvres connues de Modoin
- Eclogae (à consulter sur Oxford Text Archive)